# Current Opinion in Immunology
Current Opinion in Immunology, abgekürzt Curr. Opin. Immunol., ist eine wissenschaftliche Fachzeitschrift, die vom Elsevier-Verlag veröffentlicht wird. Sie erscheint mit sechs Ausgaben im Jahr. Es werden Arbeiten veröffentlicht, die sich mit dem Gebiet der Immunologie beschäftigen.
Der Impact Factor lag im Jahr 2021 bei 7,268. Nach der Statistik des ISI Web of Knowledge wird das Journal mit diesem Impact Factor in der Kategorie Immunologie an 42. Stelle von 161 Zeitschriften geführt.